# 赤稍雅羅魚
赤稍雅羅魚（學名：Leuciscus aspius）為輻鰭魚綱鯉形目雅羅魚科的其中一種，分布於歐洲北海沿岸威悉河、易北河、波羅的海沿岸、黑海、亞速海和裏海沿岸的大河流、愛琴海盆地，從馬里查河到沃爾維湖流域，引入萊茵河、北德維納河和巴爾喀什湖，本魚體延長、粗壯，背部帶有綠色到藍色光澤，腹部銀白色，尾鰭叉型，胸鰭，腹鰭與臀鰭灰色到褐色，背鰭硬棘3枚、背鰭軟條7-9枚、臀鰭硬棘3枚、臀鰭軟條12-15枚，體長可達120公分，體重可達9公斤，成魚棲息於水流平穩的湖泊、河川下游與河口，偏愛停留在橋柱子的附近,繁殖期在4至6月，雌魚會將卵產在水生植物、礫石上，在夜晚活動，屬肉食性，以其他魚類為食，可作為食用魚、觀賞魚及遊釣魚。

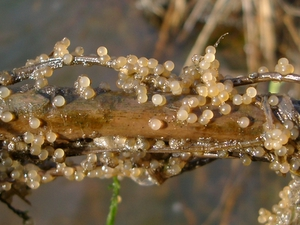
赤稍雅羅魚的卵